# Тернопіль-ТНЕУ (баскетбольний клуб)
БК Тернопіль — чоловічий професійний баскетбольний клуб, що базується у м. Тернопіль в Україні і грає у українській баскетбольній суперлізі з баскетболу. Клуб був заснований у 1998 році і проводить свої домашні матчі у спортивній залі ФОК Тернопіль.

## Історія
БК Тернопіль-ТАНГ був заснований у 1998 році у тернопільській академії народного господарства. В сезоні 1998—1999 команда взяла участь в чемпіонаті західного регіону України з баскетболу, де зайняла 2 місце. Через рік команда почала брати участь у Вищій лізі України з баскетболу.
В сезоні 2002—2003 президентом команди став Ігор Комендат. Через 3 роки після цієї події клуб зайняв 2 місце у Вищій Лізі, і отримав право брати участь в Суперлізі. З наступного року у зв'язку із зміною ВНЗ команда почала називатися «Тернопіль -ТНЕУ», нагодою зіграти у Суперлізі не скористалась, продовжила виступи у вищій лізі, де в сезоні 2006-2007 зайняла 15 місце, 2007-2008 - останнє, 18 місце, 2008-2009 - останнє, 8 місце з результатом 0 перемог, 26 поразок.
На початку сезону 2013—2014 команда оголосила про зняття із Суперліги. Через 7 років, у сезоні 2020—2021, команда повернулася до Суперліги.

## Статистика сезонів
| Тернопіль-ТНЕУ |           |   |    |    |      |                                           |                                      |                   |
| 2020-21        | Суперліга | 5 | 24 | 16 | .600 | 1/4 фіналу: Запоріжжя 83–69; 74–70; 75–68 | 1/8 фіналу: Київ-Баскет 83–93; 94–72 | Дмитро Забірченко |
| 2021–22        | Суперліга |   | 11 | 20 | .355 |                                           |                                      | Дмитро Забірченко |

## Легіонери команди
| Гравець                    | Позиція   | Рік народження |
| -------------------------- | --------- | -------------- |
| США Джо Фурстінгер         | Центровий | 1996           |
| Чорногорія Владімір Дашич  | Форвард   | 1988           |
| Литва Домінікас Домаркас   | Захисник  | 1992           |
| Словаччина Марек Долежай   | Форвард   | 1998           |
| США Дейон Гріффін          | Форвард   | 1995           |
| США Лючіус Лі Джон         | Захисник  | 1994           |
| США Донте Кларк            | Захисник  | 1994           |
| США Туре Мюррі             | Захисник  | 1989           |
| США Ендріан Боуі           | Захисник  | 1989           |
| США Омар Келхон            | Форвард   | 1993           |
| США Каррінгтон Каїм Уорд   | Захисник  | 1993           |
| США Аверил Югба            | Форвард   | 1994           |
| Румунія Андрій Кальниченко | Форвард   | 1986           |

## Відомі гравці
| - Павло Буренко - Андрій Кальніченко - Олександр Тіщенко - Андрій Агафонов - Максим Сандул - Олександр Кольченко - Владислав Бережний |